# Michael Choi
"Michael" Choi Koon Ming (Hongkong, 25 juni 1968) is een autocoureur en ondernemer uit Hongkong.

## Carrière
Choi begon zijn autosportcarrière in 2004 in de Aziatische Formule Renault Challenge, waar hij in 2012 vijfde werd in het kampioenschap. Tussen 2010 en 2014 reed hij in de GT Asia Series, de Clio Cup China Series, de Aziatische Porsche Carrera Cup en de Asian Touring Car Series. In 2014 nam hij ook deel aan de Lamborghini Super Trofeo World Final.
In 2015 maakte Choi zijn debuut in zowel de TCR Asia Series als de TCR International Series voor het team Prince Racing in een Honda Civic TCR. In de Asia Series won hij twee races op het Marina Bay Street Circuit en met drie andere podiumplaatsen werd hij uitgeroepen tot eerste kampioen van deze klasse met 122 punten. In de International Series had hij meer moeite en eindigde hij met een twaalfde plaats in Marina Bay als beste resultaat als 47e in de eindstand zonder punten.